# Pierre Daco
Pierre Daco (1936 – Koksijde, ottobre 1992) è stato uno psicologo e psicoanalista belga.
Discepolo di Charles Baudouin e Carl Gustav Jung, si laurea presso l'Institut de Psychotherapie internazionale a Bruxelles, era membro dell'Institut International de Psychothérapie e della Fondation Internationale de Psychologie Analytique.
Le sue opere, scritte in linguaggio semplice e pubblicate in edizioni economiche, hanno contribuito alla divulgazione e popolarizzazione della psicologia in occidente negli anni settanta del Novecento.
Visti con una certa diffidenza dagli ambienti accademici e dalle élite culturali, i suoi testi sono stati tradotti in più lingue e più volte ristampati. In Italia è edito da Rizzoli.
Oltre a libri accademici ha pubblicato anche volumi su temi di viaggi e turismo.

## Opere in italiano
- Che cos'è la psicologia, trad. di Angelo Toninelli e Liliana Basile, Firenze: Sansoni, 1966; Biblioteca universale Rizzoli, 1982
- Che cos'è la psicanalisi, trad. di Silvana Gottardi, Firenze: Sansoni, 1967; Biblioteca universale Rizzoli, 1982
- Le donne, trad. di Virginia Pagani, ed. italiana a cura di Paolo Mastrogiovanni, Assisi: Cittadella, 1975
- L'interpretazione dei sogni, trad. di Angelo Toninelli, Firenze: Sansoni, 1980
- La nuova psicologia, trad. di Neva D'Erli, Milano: Rizzoli, 1991

| Controllo di autorità | VIAF (EN) 88348152 · ISNI (EN) 0000 0001 1577 1092 · SBN CFIV104437 · LCCN (EN) n83225780 · GND (DE) 120703598X · BNF (FR) cb118984028 (data) · J9U (EN, HE) 987007432519805171 |